# 斯维尔德洛夫斯克铁路局
斯维尔德洛夫斯克铁路局（俄語：Свердловская железная дорога，羅馬化：Sverdlovskaya zheleznaya doroga，简称）是俄罗斯铁路股份公司属下的铁路管理局之一，总部位于叶卡捷琳堡，主要负责管辖乌拉尔东北部地区的铁路系统，范围包括俄罗斯联邦斯维尔德洛夫斯克州、秋明州、汉特-曼西自治区、亚马尔-涅涅茨自治区及彼尔姆边疆区的大部分铁路，铁路营业里程总长7,152.2公里。斯维尔德洛夫斯克铁路局与高尔基铁路局、南乌拉尔铁路局、西西伯利亚铁路局相邻。